# Ligny-le-Châtel
Ligny-le-Châtel è un comune francese di 1 364 abitanti situato nel dipartimento della Yonne nella regione della Borgogna-Franca Contea.

## Società

### Evoluzione demografica
Abitanti censiti